# Агент Вайт

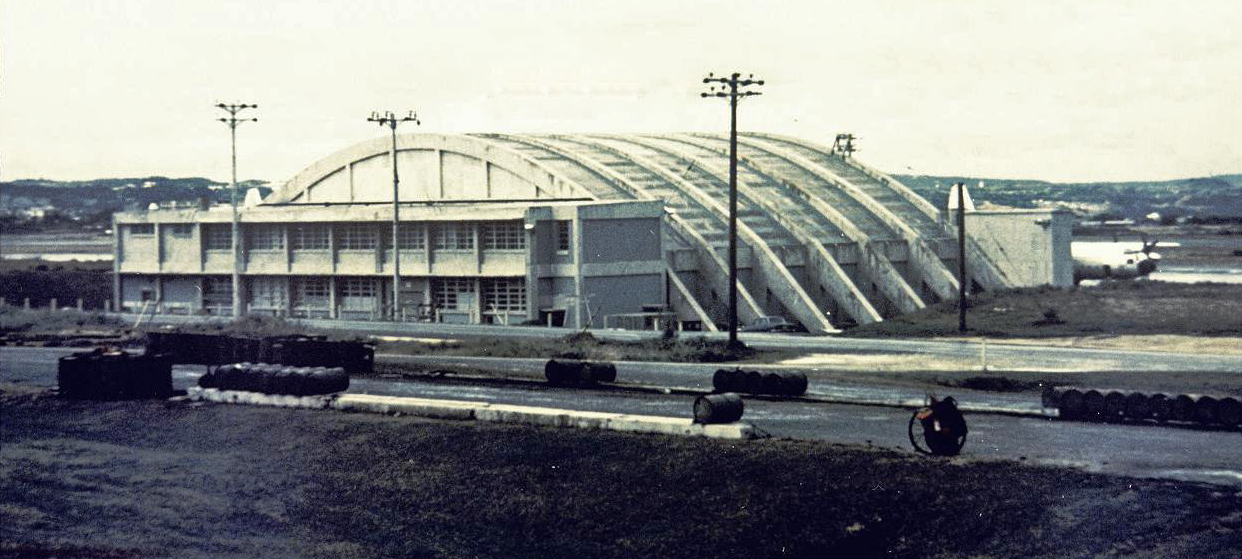
Бочки з «ейджент вайт» складовані під відкритим небом на базі Корпусу морської піхоти США «Футенма», 1970 рік

Агент Вайт, «ейджент вайт» (англ. Agent White, білий реагент) — кодова назва гербіциду і дефоліанту, який американські військові використовували в екологічній війні проти В'єтнаму. Назва походить від білої смуги, намальованої на бочках з цим препаратом. Багато в чому натхненний використанням гербіцидів і дефоліантів під час британської війни в Малайї, належав до так званих «веселкових гербіцидів», разом зі сумнозвісним Агент Оранж.
Агент Вайт є сумішшю гербіцидів 2,4-Д і піклораму в співвідношенні 4:1. На відміну від відомішого Агента Оранж, Агент Вайт не містить отруйних діоксинів, якими були забруднені всі дефоліанти, що містили 2,4,5-трихлорфеноксиоцтову кислоту, через недосконалість технології синтезу останньої. Агент Вайт розробила компанією «Доу Кемікел», яка й стала його головним виробником на замовлення Міністерства оборони США, спільно з декількома іншими великими підрядниками, а саме «Юніон Карбайд» і «Монсанто».
Агент Вайт використовували, коли Агент Оранж був недоступним, зокрема й протягом декількох місяців після припинення його використання в квітні 1970 року. У В'єтнамі в період між 1966 і 1971 роком використано приблизно 5,4 млн галонів США (20 000 м3) цієї гербіцидної суміші. Крім того, американські військові випробували Агент Вайт, Tordon 101 і піклорам у різних концентраціях на полігонах у США й Пуерто-Рико в 1960-х роках.
Під маркою Tordon 101 Dow AgroSciences налагодили серійний випуск подібного продукту, що містить суміш 2,4-Д і піклораму.